# Зурабиани, Зураб
Зураб Зурабиани (груз. ზურაბ ზურაბიანი; род. 2 февраля 2000 года) — грузинский парадзюдоист. Серебряный призёр летних Паралимпийских игр 2024 в Париже.

## Биография
Начал заниматься дзюдо в возрасте 12 лет.
27 августа 2021 года принял участие на летних Паралимпийских играх 2020 в Токио в весовой категории до 60 кг. В 1/8 финала уступил монгольскому спортсмену Сухбаатарыну Ядамдоржу и выбыл из турнира.
5 сентября 2024 года принял участие на летних Паралимпийских играх 2024 в Париже в весовой категории до 60 кг (класс J2). В четвертьфинале победил чилийца Йоханна Эрреру, в полуфинале — алжирца Исхака Ульдкуйдера. В финале турнира уступил узбекскому дзюдоисту Шерзоду Намозову и завоевал «серебро» Паралимпиады-2024.

## Основные спортивные результаты
| Год  | Турнир                          | Место проведения | Категория    | Место |
| ---- | ------------------------------- | ---------------- | ------------ | ----- |
| 2021 | Летние Паралимпийские игры 2020 | Токио            | до 60 кг     | 9     |
| 2022 | Чемпионат мира                  | Баку             | до 60 кг, J2 | 3     |
| 2022 | Чемпионат Европы                | Кальяри          | до 60 кг, J2 | 2     |
| 2023 | Чемпионат Европы                | Роттердам        | до 60 кг, J2 | 3     |
| 2024 | Летние Паралимпийские игры 2024 | Париж            | до 60 кг, J2 | 2     |
| 2025 | Чемпионат мира                  | Астана           | до 64 кг, J2 | 3     |